# Jean-Odéo Demars
Jean-Odéo Demars (* 2. Februar 1695 in Sézanne; † 7. November 1756 in Paris) war ein französischer Organist, Cembalist und Komponist. Er war der ältere Bruder des Organisten Charles Demars.

## Leben und Werk
Jean-Odéo Demars wirkte als Organist an den Kirchen Saint-Jacques-la-Boucherie (seit 1726) und wenig später an Saint-Nicolas-du-Chardonnet in Paris.
1734 heiratete er Geneviève Françoise Legris, mit der er sieben Kinder groß zog, darunter die Musikerin Hélène-Louise Demars.
Er schrieb geistliche Hymnen für die Demoiselles des Maison Royale de Saint-Cyr bei Paris, die handschriftlich erhalten sind.